# Síndrome de Tietze
A síndrome de Tietze é uma inflamação benigna de uma ou mais cartilagens costais. Foi descrita pela primeira vez em 1921 pelo cirurgião alemão Alexander Tietze (1864 - 1927).

## Diagnóstico diferencial
Embora alguns pacientes frequentemente confundam a dor da síndrome de Tietze com o infarto do miocárdio (ataque cardíaco), a síndrome não progride para causar dano a nenhum órgão.
Esta síndrome também pode ser referida como dor mamária, não cíclica, classificada como pseudomamária, pois é uma dor referida na mama, sem no entanto, ter alteração orgânica ou funcional na mesma. O exame clínico de mastologia descarta a etiologia mamária.